# Gun Law
Gun Law is een Britse stripreeks van Harry Bishop. Deze krantenstrip was geïnspireerd op de Amerikaanse televisieserie Gunsmoke en begon in april 1960 in de krant Daily Express. Hoofdpersonage was Matt Dillon, sheriff van Dodge City en vanaf strip 2532 werd de titel veranderd in Sheriff Matt Dillon. Deze strip werd stopgezet in 1978. Harry Bishop ontving in 1975 de Best Dramatic Strip Cartoonist award van de Cartoonists' Club of Great Britain voor deze strip.

## Inhoud
Matt Dillon is de sheriff van Dodge City, een stad bekend om haar cowboys maar ook om haar outlaws. In zijn moeilijke taak wordt Matt Dillon bijgestaan door zijn adjunct Chester Goode, de sympathieke dokter Doc Adams en door de ravissante Miss Kitty.